# 蘆之久保站
蘆之久保站（日语：／ Ashigakubo eki */?），是一個位於埼玉縣秩父郡橫瀨町蘆之久保，屬於西武鐵道西武秩父線的鐵路車站。車站編號是SI34。

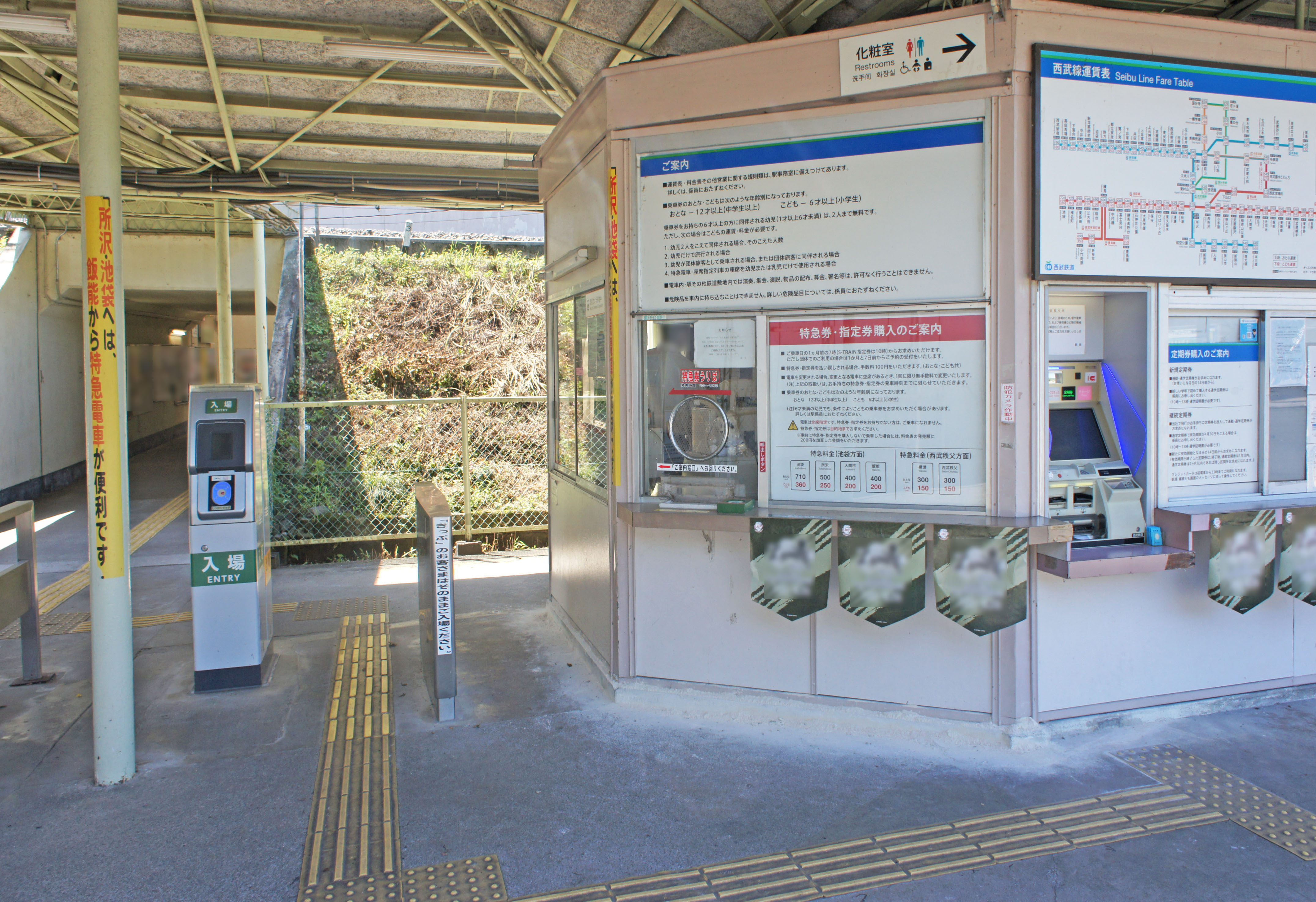
閘口（2022年7月）

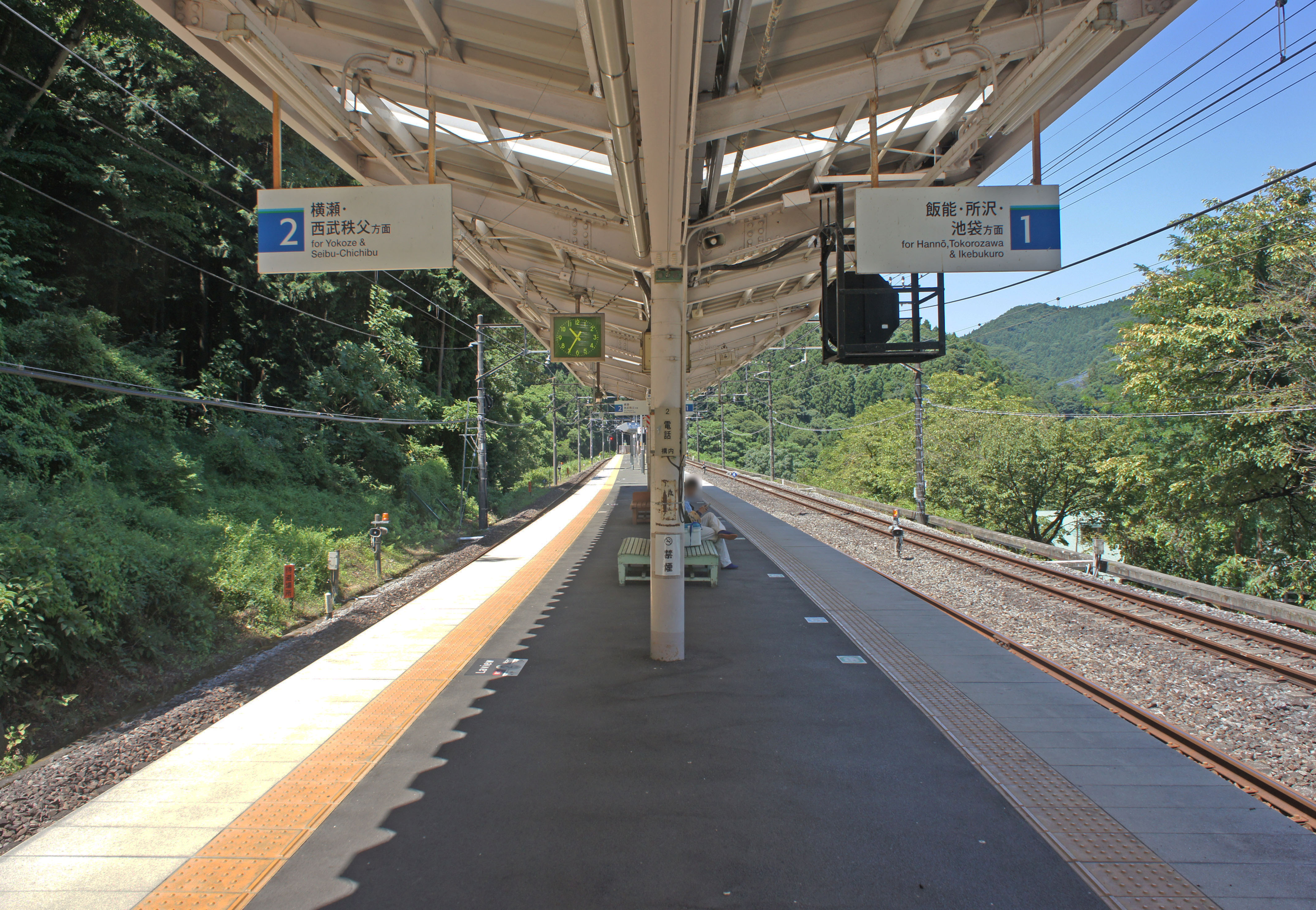
月台（2022年7月）

## 車站結構
島式月台1面2線的地面車站。站舍位於軌道北側，低於月台，因此與月台之間以軌道下方通道聯絡。未有設置自動閘機，但設有PASMO、Suica的簡易閘機。
廁所位於出閘後右側。

### 月台配置
| 月台 | 路線       | 方向 | 目的地               | 備註          |
| ---- | ---------- | ---- | -------------------- | ------------- |
| 1    | 西武秩父線 | 上行 | 飯能、所澤、池袋方向 |               |
| 2    | 西武秩父線 | 下行 | 橫瀨、西武秩父方向   | 一部分1號月台 |

## 使用情況
2016年度1日平均上下車人次為428人。西武鐵道全部92個車站當中排行第89位。
近年1日平均上下車人次以及上車人次的推移如下表。
| 年度               | 1日平均 上下車人次 | 1日平均 上車人次 |
| ------------------ | ------------------ | ---------------- |
| 2003年（平成15年） | 445                |                  |
| 2004年（平成16年） | 451                |                  |
| 2005年（平成17年） | 430                |                  |
| 2006年（平成18年） | 413                |                  |
| 2007年（平成19年） | 408                |                  |
| 2008年（平成20年） | 386                |                  |
| 2009年（平成21年） | 374                |                  |
| 2010年（平成22年） | 326                |                  |
| 2011年（平成23年） | 341                |                  |
| 2012年（平成24年） | 317                |                  |
| 2013年（平成25年） | 329                |                  |
| 2014年（平成26年） | 331                |                  |
| 2015年（平成27年） | 390                |                  |
| 2016年（平成28年） | 428                |                  |

西武線全部車站當中上下車人次次於正丸站和西吾野站，是為第三低。2000年代後半上下車人次的減少傾向繼續。

## 相鄰車站
西武鐵道
 西武秩父線
■快速急行、■急行、■各站停車（急行只限上行運行）
正丸（SI33）－（正丸隧道信號場）－蘆之久保（SI34）－橫瀨（SI35）

## 外部連結
- 蘆之久保 - 西武鐵道